# کرمنو
کرمنو (به ایتالیایی: Cremeno) یک کومونه در ایتالیا است که در استان لکو واقع شده‌است. کرمنو ۱۳٫۲ کیلومتر مربع مساحت و ۱٬۲۱۵ نفر جمعیت دارد.